# جاكوب ليسيك
جاكوب ليسيك (بالإنجليزية: Jacob Lissek)‏ هو لاعب كرة قدم أمريكي في مركز حراسة المرمى، ولد في 17 أغسطس 1992 في هايلندز رانش ‏ في الولايات المتحدة. لعب مع نادي بان وهارتفورد أتلتيك.

## وصلات خارجية
- جاكوب ليسيك على موقع الدوري الأمريكي (الإنجليزية)
- جاكوب ليسيك على موقع قاعدة بيانات كرة القدم.إي يو (الإنجليزية)
- جاكوب ليسيك على موقع Soccerway.com (الإنجليزية)